# Hugo von Reiche
Hugo von Reiche (* 12. März 1839 in  Hannover; † 26. Dezember 1883 in Aachen) war ein deutscher Maschinenbauingenieur und Hochschullehrer.

## Leben
Hugo von Reiche studierte an der Polytechnischen Schule Hannover und am Polytechnikum Karlsruhe Maschinenbau. In Hannover wurde er 1857 Mitglied der Landsmannschaft Slesvico-Holsatia, des späteren Corps Slesvico-Holsatia. Nach dem Studium war als Ingenieur praktisch tätig, nämlich als Hüttenmeister in Jedlicze bei der Schlesischen Actiengesellschaft für Bergbau und Zinkhüttenbetrieb und als Oberingenieur des Sächsisch-Anhaltischen Dampfkessel-Revisionsvereins. Schon in dieser Zeit veröffentlichte er über Maschinenfabrikation und Anlage und Betrieb von Dampfkesseln.
1874 wurde er als Nachfolger von Leonidas Lewicki, der einen Ruf an das Polytechnikum Dresden angenommen hatte, als Leiter der Fachschule für Maschinenbau und mechanische Technik an das Polytechnikum Aachen berufen. Wie Lewicki hatte er als Spezialgebiet Dampfmaschinenbau. 1880 übernahm er die Leitung einer Prüfungskommission zur wissenschaftlichen Untersuchung der Wirkungsgrade der auf der Düsseldorfer Gewerbeausstellung von 1880 ausgestellten Dampfmaschinen. Diese Untersuchung markierte einen Meilenstein in der Wandlung der Polytechnischen Schule Aachen mit lediglich beschreibender Vermittlung technischer Lehrinhalte zu einer Technischen Hochschule mit eigener technischer Sachkompetenz auf Basis wissenschaftlicher Forschung.

## Schriften
- Die Maschinenfabrication: Entwurf, Kritik, Herstellung und Veranschlagung der gebräuchlichsten Maschinen-Elemente, 1. Band, Leipzig, 1. Auflage 1869, 2. Auagabe 1876
- Die Dampfkessel der Wiener Weltausstellung 1873, 1874
- Neue Dampfmaschinen-Präcisions-Steuerung: patentirt in Baden, Bayern, Frankreich, Österreich-Ungarn, Preußen, Sachsen und Württemberg, 1874
- Die directe, momentane und sichere Einwirkung des Regulators auf die Meyersche Schieber-Steuerung für variable Expansion, 1876
- Anlage und Betrieb der Dampfkessel, 1876, 1. Ausgabe
- Anlage und Betrieb der Dampfkessel, 1. Band: Theorie der Dampfkessel-Anlagen und Construction ihrer Feuerungen, 3. Ausgabe, 1886
- Anlage und Betrieb der Dampfkessel, 2. Band: Construction der Dampfkessel-Anlagen und Betrieb derselben, 3. Auagabe, 1888
- Die Untersuchungen an Dampfmaschinen und Dampfkesseln und an einigen Rheinischen und Westfälischen Kohlensorten, um 1880
- Der Dampfmaschinen-Constructeur, Erster Theil: Die Berechnung und Construction der Transmissions-Dampfmaschinen, 1880
- Der Dampfmaschinen-Constructeur, Zweiter Theil: Die Berechnung und Construction der wichtigsten Werkzeug-Dampfmaschinen, und zwar der Fördermaschinen, der Wasserhaltungen und Pumpen und der Gebläsemaschinen und Compressoren, 1883
- Der Dampfmaschinen-Constructeur: Atlas zum Dampfmaschinen-Constructeur, Erster Theil: Die Transmissions-Dampfmaschinen, 3. Auagabe, 1893